# Улица Хади Такташа
Улица Хади Такташа (тат. Һади Такташ урамы) — улица в Вахитовском и Приволжском районах города Казани. Находится в историческом районе Архангельская слобода, проходит от улицы Островского до конца ограды Архангельского кладбища.
Пересекается с улицами Островского, Спартаковской, Марселя Салимжанова, Туфана Миннулина, Нурсултана Назарбаева, Дальней и Даурской. Ранее пересекалась с улицами 1-й Суворовский переулок, 1-я Приозёрная, 2-я Приозёрная, Задне-Хади-Такташа, Типографский переулок, 2-я Дальняя и Поперечно-Лозовская.

## История
Формирование улицы в значительной мере связано с созданием в начале 1930-х годов на бывшей окраине Казани — в районе Дальне-Архангельской улицы — «единого показательного рабочего посёлка», состоявшего из «огнестойких зданий в 4 этажа с единой архитектурой и внутренней планировкой помещений». В разных источниках он имеет название «Посёлок имени Лозовского», «Соцгород имени Лозовского», «Соцгородок имени товарища Лозовского».
Посёлок и улица первоначально были названы в честь советского и партийного деятеля и дипломата, участника революционного и профсоюзного движения в России и Франции, члена Казанского комитета РСДРП большевиков (1905) Соломона Абрамовича Лозовского (Дридзо) (1878—1952).

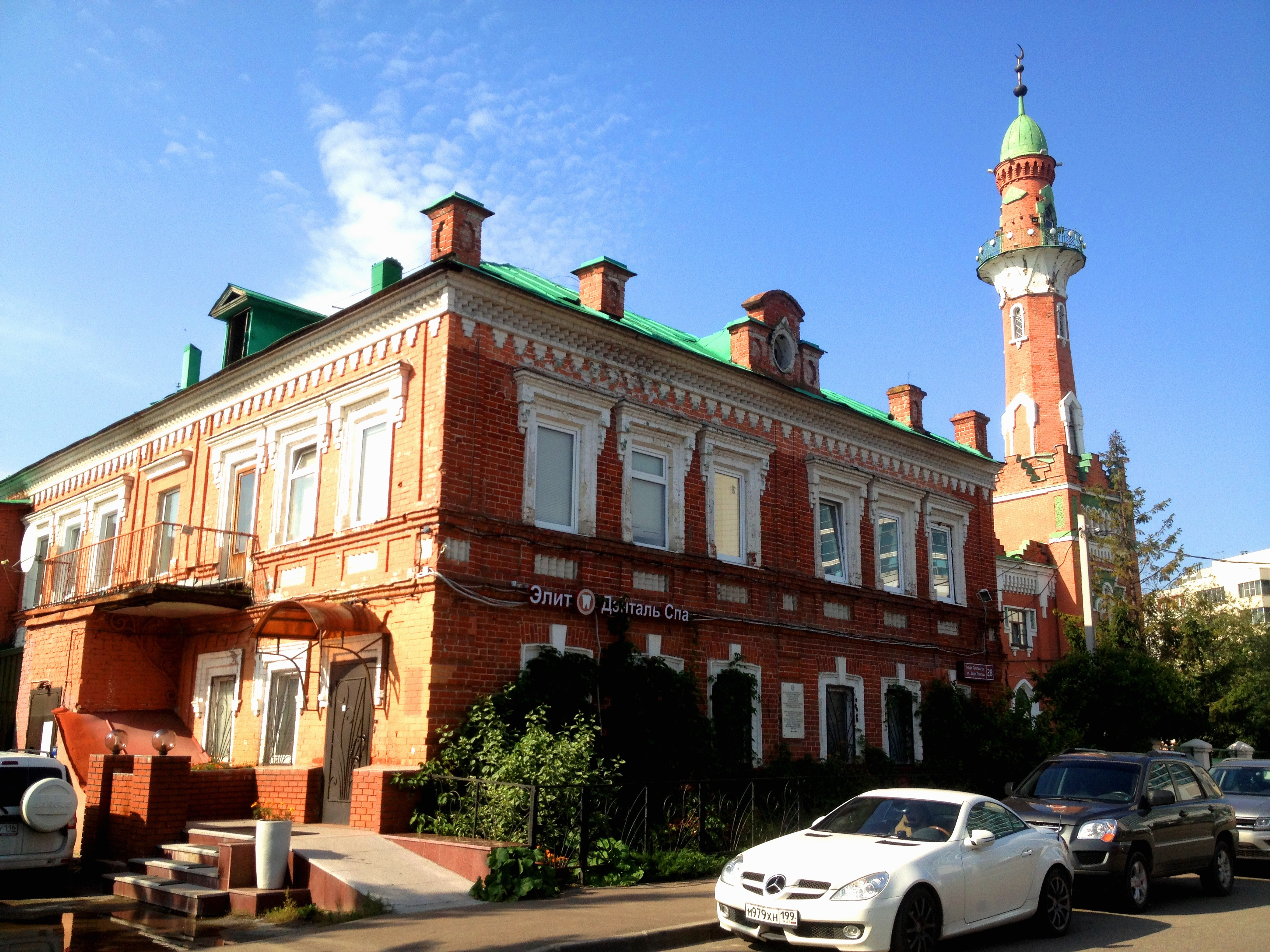
Здание, в котором находился штаб 120-й стрелковой дивизии (улица Хади Такташа, дом 28)

Решением Казанского горисполкома № 360 от 1 июня 1949 года «Улица Лозовского» переименована в «Улицу Хади Такташа» — в честь татарского поэта, одного из основоположников татарской советской поэзии Хади Такташа (Мухамметхади Хайрулловича Такташева) (1901—1931).
Большая часть первоначальной исторической застройки улицы не сохранилась.
В настоящее время осуществляется активная застройка улицы Хади Такташа на участке между улицами Дальней и Даурской высотными домами.

### Штаб 120-й стрелковой дивизии
Весной 1942 года в доме № 28 по улице Хади Такташа в период формирования находился штаб 120-й стрелковой дивизии, которая 6 февраля 1943 года была преобразована в 69-ю гвардейскую стрелковую дивизию, прошедшую боевой путь от Сталинграда до Вены. Об этом событии напоминает размещённая на доме памятная доска.

### Памятник Хади Такташу
На пересечении улиц Хади Такташа и Марселя Салимжанова, напротив Закабанной мечети, находится небольшой сквер («Сквер Хади Такташа»).
29 августа 2017 года на его территории, с участием Президента Республики Татарстан Р. Н. Минниханова, был открыт памятник Хади Такташу (авторы проекта — А. В. Балашов, А. М. Минулина и Г. А. Бакулин).

### Криминальные эпизоды истории улицы
С улицей Хади Такташа (в просторечье — «Хадишкой») связаны создание и деятельность одной из самых известных советских (российских) организованных преступных групп «Хади Такташ».

## Современное состояние
Общая протяжённость улицы составляет 2865 метров.
На улице Хади Такташа находятся дома с номерами: 1, 2 (2004 года постройки), 24, 26, 28, 28 А, 30, 32 А, 34, 39, 41 (2008 года постройки), 49, 51, 53, 54, 54 А, 54 Б, 55, 57 Б, 58, 58 А, 66, 75 (1973 года постройки), 77 (1973 года постройки), 77 А, 77 Б, 78, 78 А к. 1, 79 (1970 года постройки), 81, 83 (1967 года постройки), 84, 85 (1967 года постройки), 87 (1967 года постройки), 89 (1967 года постройки), 89 А, 91 (1967 года постройки), 93 (1967 года постройки), 94, 95 (1967 года постройки), 95 А, 97 (1967 года постройки), 98, 99 (1969 года постройки), 101 (1968 года постройки), 101 А, 103 (1968 года постройки), 105 (1968 года постройки), 112, 112 А, 113, 114, 115 (1958 года постройки), 117 (1956 года постройки), 119 (2013 года постройки), 121 (2013 года постройки), 122, 122 к. 3, 122 к. 4, 123 (2013 года постройки), 123 А (2011 года постройки), 123 Б (2011 года постройки), 127 (2013 года постройки), 131, 135.

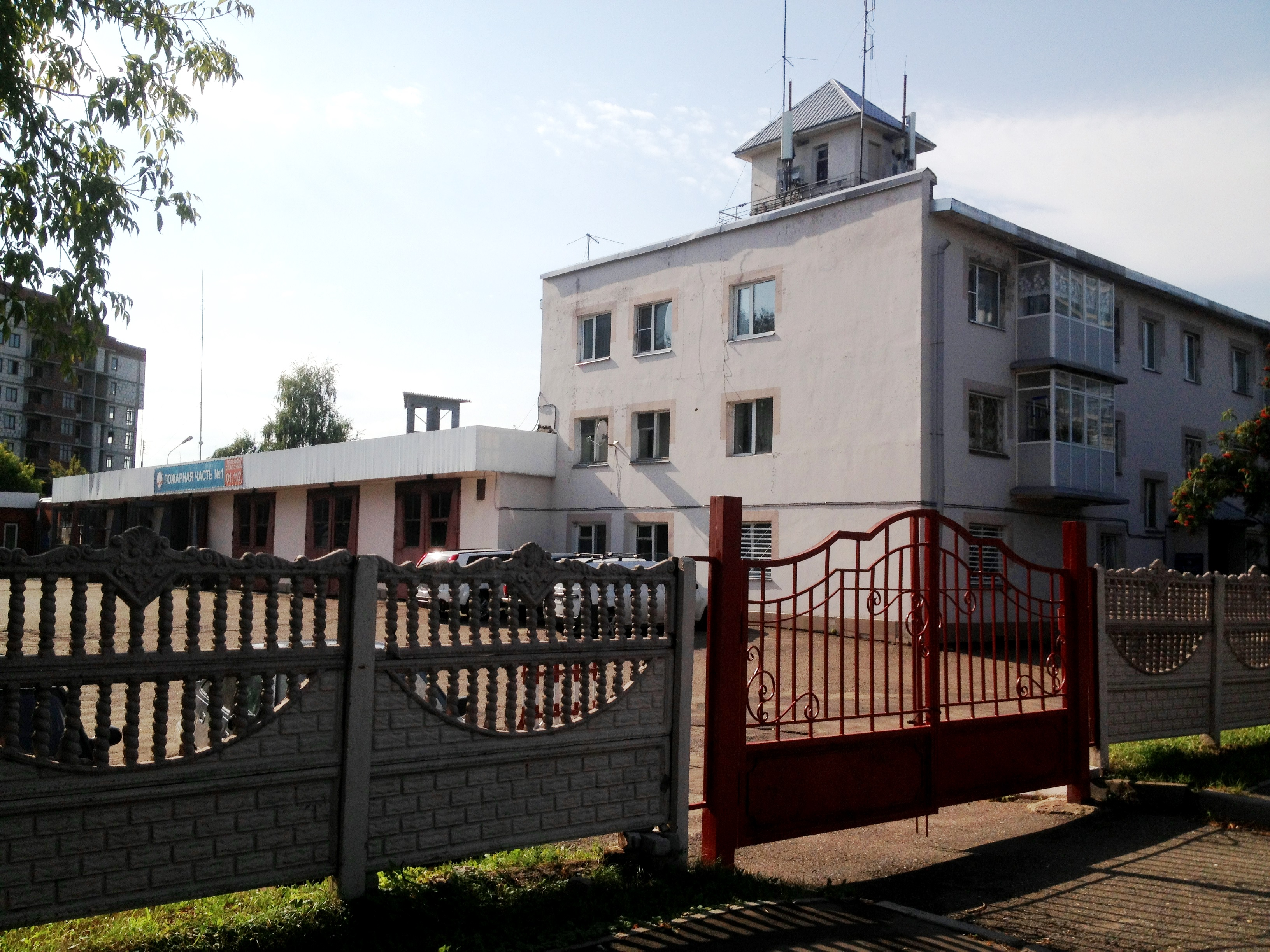
Пожарная часть № 1 (улица Хади Такташа, дом 39)
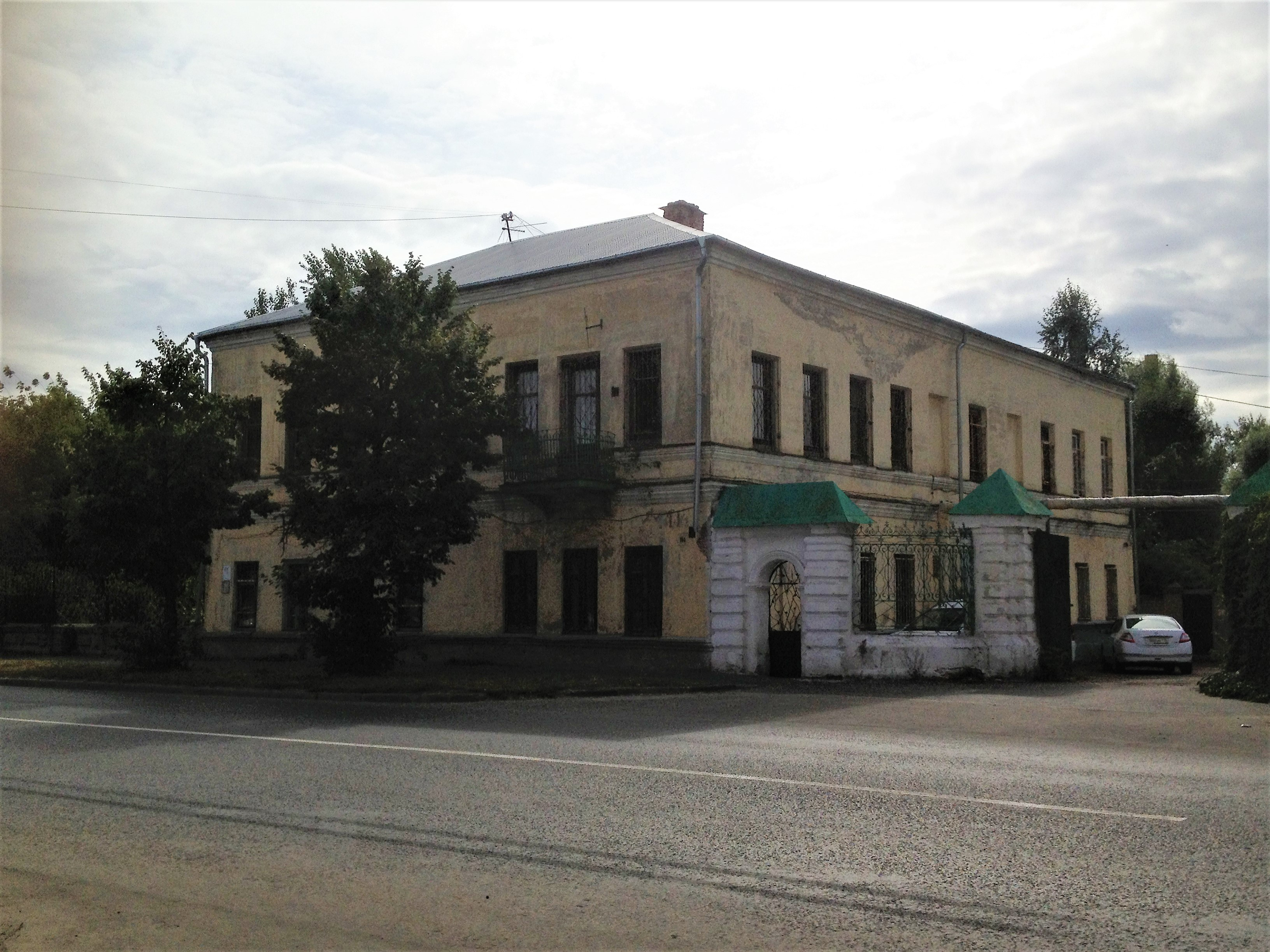
Улица Хади Такташа, дом 114
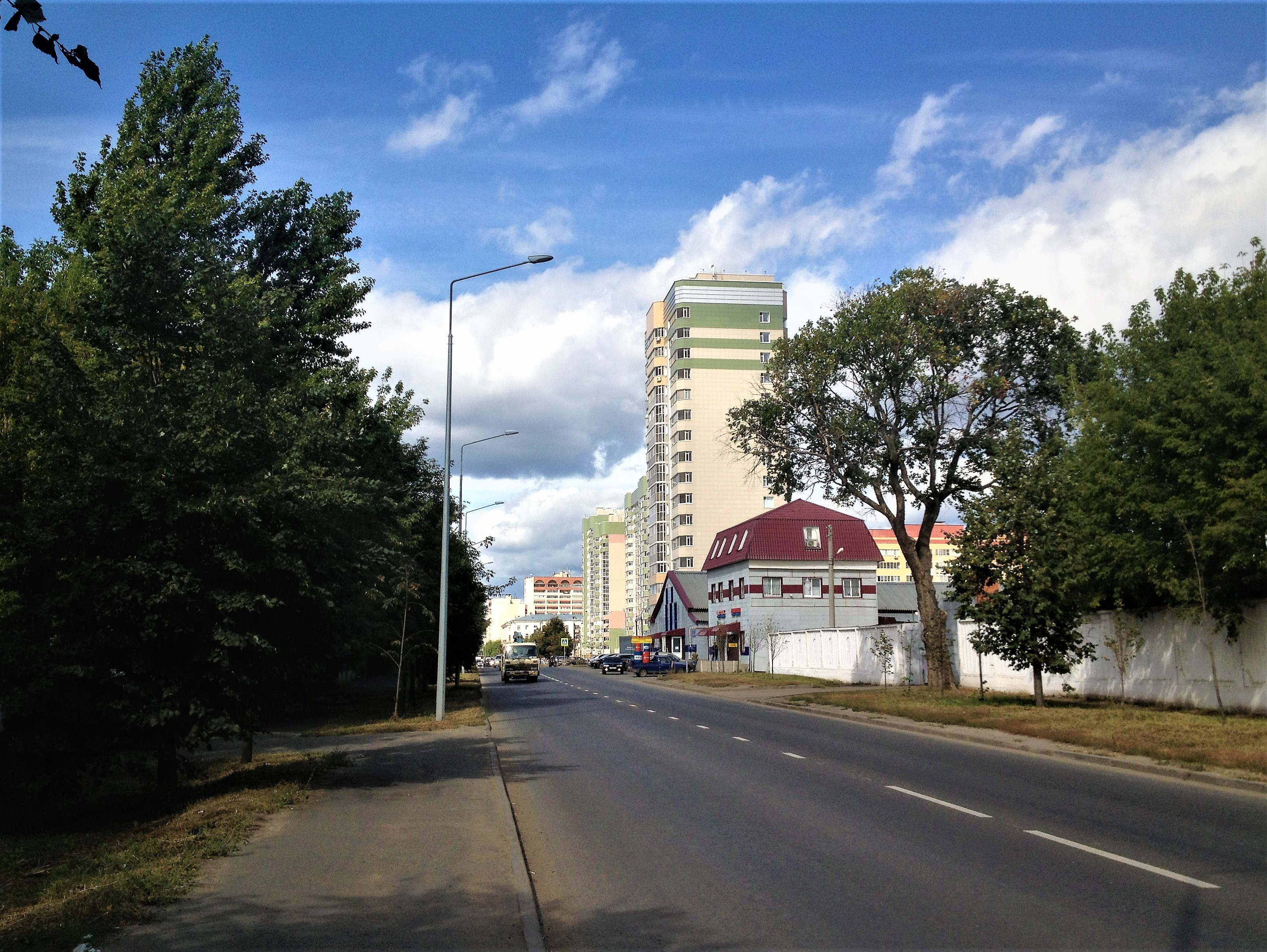
Проезжая часть улицы Хади Такташа между улицами Дальней и Даурской

## Объекты

### Казанский зооботанический сад
Между проезжей частью улицы Хади Такташа, железнодорожной насыпью и Ботанической протокой озера Кабан (ул. Хади Такташа, д. 112) располагается один из старейших в Европе зооботсадов — Казанский зооботанический сад.
С 2015 года на участке площадью около 7 гектаров, расположенных на другой стороне железнодорожной насыпи, между проезжей частью улицы Хади Такташа, набережной озера Дальний (Средний) Кабан и Федеральным спортивно-тренировочным центром по гребным видам спорта ведётся строительство новой части Казанского зооботанического сада «Река Замбези».

### Архангельское кладбище
Между проезжей частью улиц Хади Такташа и Даурской (ул. Даурская, д. 1 А) расположен один из крупнейших некрополей современной Казани — Архангельское кладбище, официально основанное в 1865 году.

### Культовые объекты

#### Православные

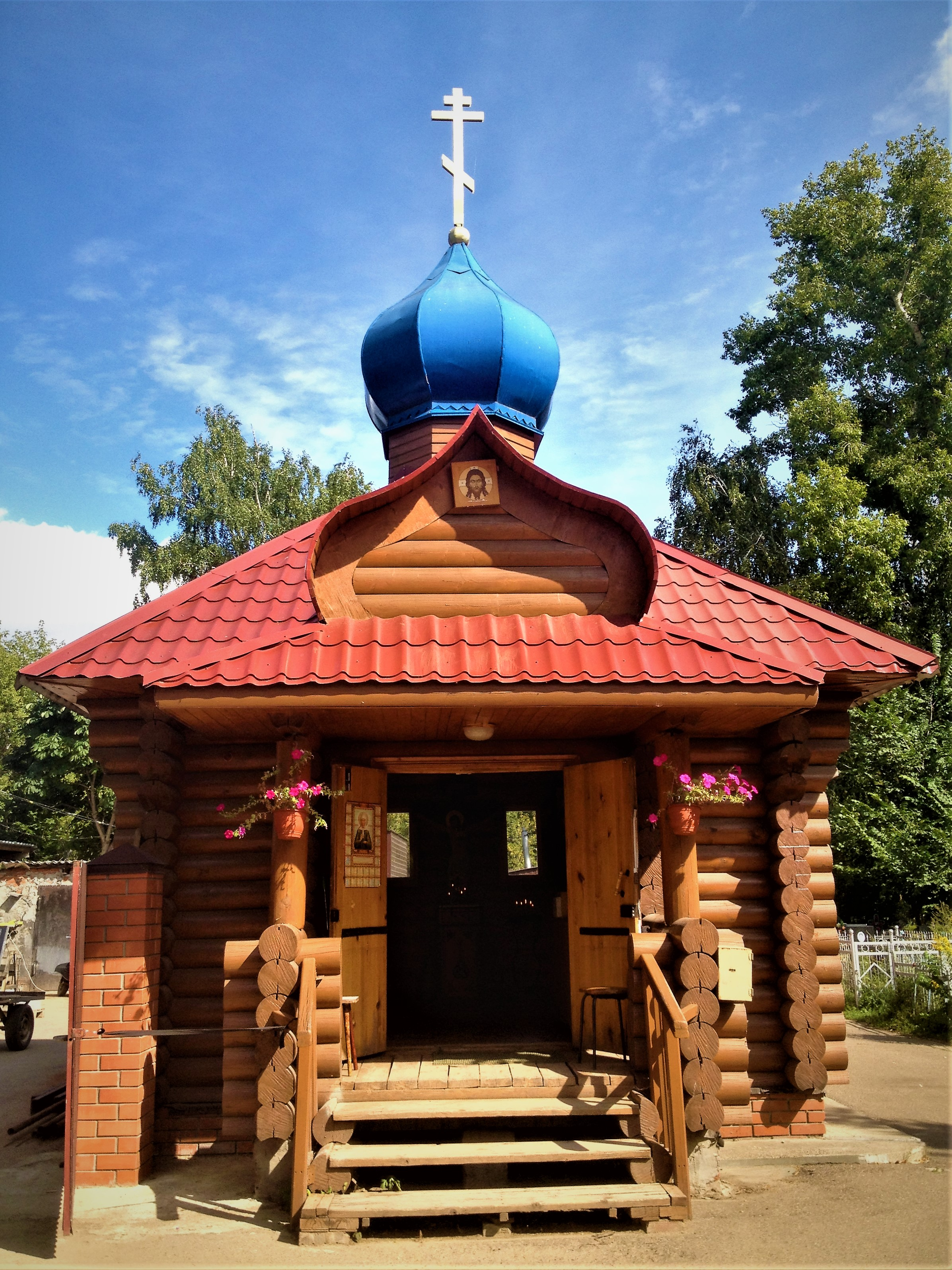
Часовня в честь Архистратига Михаила на Архангельском кладбище

На пересечении современных улиц Хади Такташа и Нурсултана Назарбаева (где в настоящее время находится дом № 94 по улице Хади Такташа) до 1933 года располагалась церковь Михаила Архангела — приходская церковь пригородного архиерейского села Архангельское (впоследствии — Архангельской слободы Казани).
Основание церкви относят к XVI веку. В советское время храм был уничтожен.
В 2007 году на средства С. В. Золотова в центральной части Архангельского кладбища была сооружена часовня в честь Архистратига Михаила.
Клир часовни составляют священнослужители Свято-Успенского Свияжского мужского монастыря.

#### Мусульманские
Между проезжей частью улицы Хади Такташа и улицей Марселя Салимжанова (ул. Хади Такташа, д. 26) располагается Закабанная мечеть (Мечеть имени 1000-летия принятия ислама, Мечеть юбилейная), построенная в 1924—1926 годах.

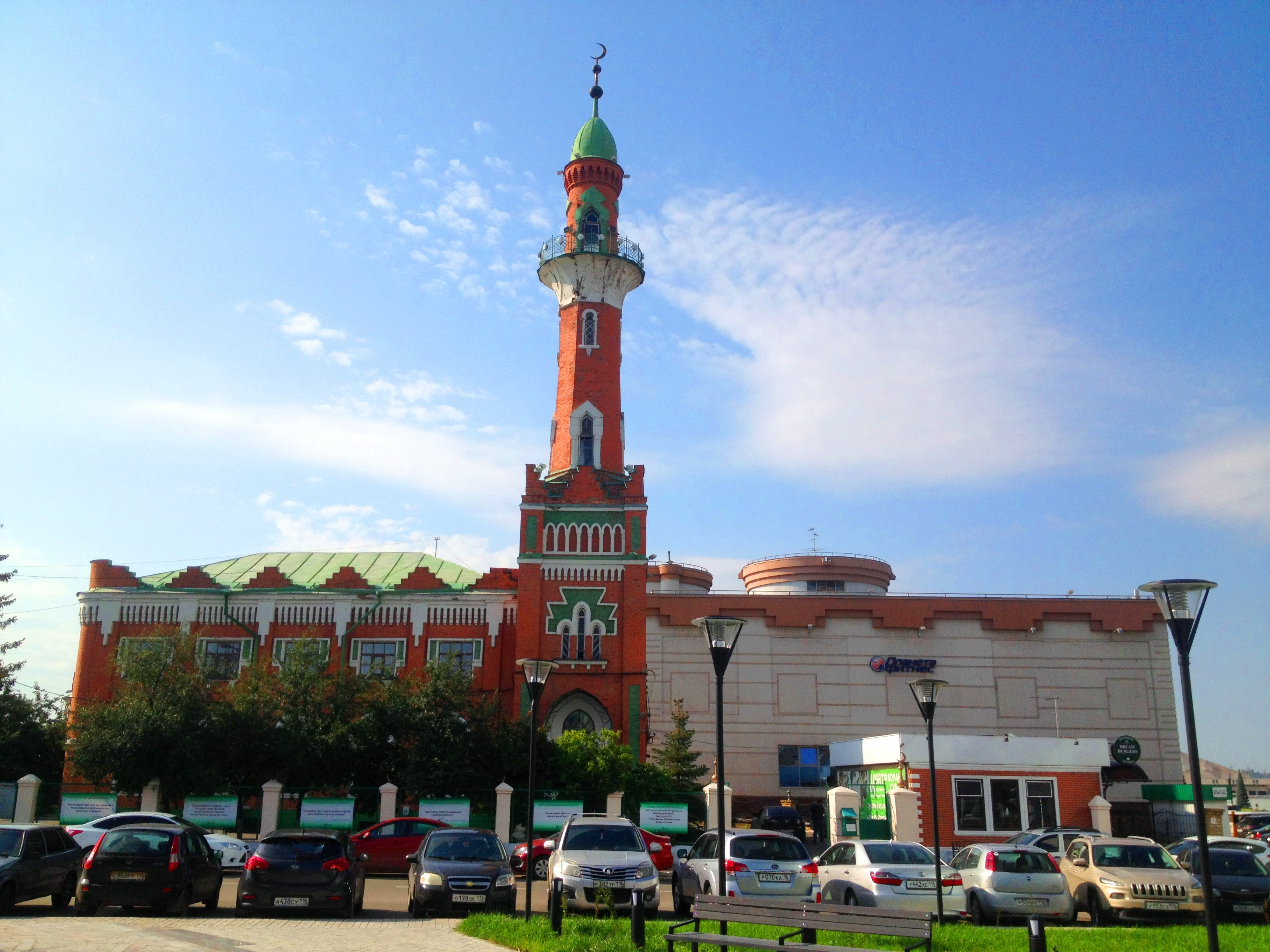
Закабанная мечеть

### Спортивные объекты

#### «Планета Фитнес»
По адресу: ул. Хади Такташа, д. 24, находится спортивный клуб сети «Планета Фитнес».

#### Федерация воднолыжного спорта РТ
По адресу: ул. Хади Такташа, д. 34, располагается Федерация воднолыжного спорта Республики Татарстан.

#### Федеральный спортивно-тренировочный центр по гребным видам спорта
На берегу озера Средний Кабан (ул. Хади Такташа, д. 122) расположен Федеральный спортивный и тренировочный центр гребных видов спорта, принадлежащий Поволжской государственной академии физической культуры, спорта и туризма и предназначен для проведения спортивного и тренировочного процесса членов сборных команд по гребле на байдарках и каноэ, академической гребле, а также спортсменов игровых видов спорта.
Центр, введённый в эксплуатацию в 2011 году, является одним из спортивных объектов XXVII Всемирной летней Универсиады в Казани.
Он включает в себя:
- 6 гоночных дорожек для академической гребле протяженностью 2000 метров;
- 9 дорожек для гребле на байдарках и каноэ;
- информационное табло 25 х 9 метров;
- плавательный бассейн (25 метров);
- гребной бассейн с чашами для проведения тренировок для гребле на каноэ и байдарке, академической гребле;
- малый и большой тренажёрные залы;
- многофункциональный игровой зал;
- беговую дорожку;
- сауну;
- спортивно-восстановительный комплекс со специализированным медико-биологическим оборудованием, которое позволяет проводить обследование и восстановление спортсменов;
- отель «Регата»;
- трибуны, судейскую вышку, эллинги, мастерские.[41]

### Отделение почтовой связи
По адресу: ул. Хади Такташа, д. 75, расположено Городское отделение почтовой связи «КАЗАНЬ 107».

### Пожарная часть
По адресу: ул. Хади Такташа, д. 39, расположена Пожарная часть № 1 Вахитовского района города Казани.

### Образовательные учреждения
- Частный детский сад «Непоседа» (ул. Хади Такташа, д. 41).[44]
- МБДОУ «Детский сад № 77 комбинированного вида» Вахитовского района города Казани (ул. Хади Такташа, д. 77 А), созданное в 1979 году.[45]
- МБОУ «Средняя общеобразовательная школа № 41» Вахитовского района города Казани (ул. Хади Такташа, д. 81), созданное в 1966 году.[46]
- МБДОУ «Детский сад № 89 комбинированного вида с татарским языком воспитания и обучения» Вахитовского района города Казани (ул. Хади Такташа, д. 89 А), созданное в 2014 году.[47]
- МАДОУ «Детский сад № 274 комбинированного вида» Приволжского района города Казани (ул. Хади Такташа, д. 98), созданное в 1966 году.[48]
- МБОУДО «Детско-юношеская спортивная школа по водно-гребным видам спорта» города Казани (ул. Хади Такташа, д. 112), созданное в 2003 году.[49]

### Рестораны, кафе
- Ресторан «Пашмир» (ул. Хади Такташа, д. 30).[50]
- Ресторан «Пир» (ул. Хади Такташа, д. 54 А).[51]

### Прочие
- № 75 — жилой дом треста «Таттрансгидромеханизация».[52]
- № 77 — жилой дом треста «Казремстрой».[53]
- № 113/47 — жилой дом завода резино-технических изделий.[54]
- № 115 — жилой дом технического участка речного порта.[55]
- № 119 (снесён) — жилой дом ТЭЦ-1.[55]
- № 125 — медицинский библиотечно-информационный центр Республики Татарстан
- № 133 — жилой дом треста «Горзеленхоз».[55]